# Torneo de Candidatos de 2020-2021
El Torneo de Candidatos 2020-2021 fue un torneo de ajedrez round-robin doble de 8 jugadores para determinar al retador del Campeonato Mundial de Ajedrez 2021, jugado en Ekaterimburgo, Rusia.Yan Nepómniashchi ganó el torneo con una ronda de sobra y se ganó el derecho de retar al campeón mundial defensor, Magnus Carlsen.
La primera mitad del torneo se jugó entre el 17 al 25 de marzo de 2020.[1]Fue suspendido en la mitad debido a la pandemia de COVID-19,con la segunda mitad del torneo siendo jugada entre el 19 al 27 de abril de 2021.Con un total de 13 meses entre el inicio al final, se cree que fue el torneo de ajedrez presencial más largo de la historia.

## Participantes
Los jugadores clasificados para el Torneo de Candidatos fueron:
| Método de clasificación                                         | Jugador                                                                | Edad            | Elo             | Ranking FIDE    |
| Método de clasificación                                         | Jugador                                                                | (Marzo de 2020) | (Marzo de 2020) | (Marzo de 2020) |
| --------------------------------------------------------------- | ---------------------------------------------------------------------- | --------------- | --------------- | --------------- |
| Perdedor de Campeonato Mundial de Ajedrez 2018                  | Fabiano Caruana                                                        | 27 años         | 2842            | 2               |
| Los dos finalistas de la Copa del Mundo de Ajedrez 2019         | Teimour Radjabov (ganador). (Se retiró antes de que empiece el torneo) | 33 años         | 2765            | 9               |
| Los dos finalistas de la Copa del Mundo de Ajedrez 2019         | Ding Liren (finalista)                                                 | 27 años         | 2805            | 3               |
| El ganador del Gran Suizo de la FIDE de 2019                    | Wang Hao                                                               | 30 años         | 2762            | 12              |
| Los dos finalistas del Grand Prix de la FIDE de 2019            | Aleksandr Grischuk (ganador)                                           | 36 años         | 2777            | 4               |
| Los dos finalistas del Grand Prix de la FIDE de 2019            | Yan Nepómniashchi (finalista)                                          | 29 años         | 2774            | 5               |
| Los dos jugadores con mayor promedio de Elo en el mundo         | Anish Giri                                                             | 25 años         | 2763            | 11              |
| Los dos jugadores con mayor promedio de Elo en el mundo         | Maxime Vachier-Lagrave (sustituyendo a Radjabov)                       | 29 años         | 2767            | 8               |
| Invitado por el organizador, sujeto al criterio de elegibilidad | Kirill Alekseenko(Mayor no clasificado en el Gran Suizo)               | 22 años         | 2698            | 39              |

Las regulaciones establecían que si uno o más jugadores se retiraban del Torneo de Candidatos antes de que este inicie, este sería remplazado por el jugador con mayor promedio de Elo del mundo que no haya clasificado por ninguno de los métodos anteriores. El 6 de marzo, esta regla fue usada para clasificar a Vachier-Lagrave, tras la retirada de Radjabov.
Comparado con los Torneos de Candidatos anteriores (2014, 2016, 2018), el Gran Suizo fue una nueva adición, y el número de clasificados por elo fue reducido de 2 a 1. El formato del torneo Grand Prix también fue modificado.

### Clasificación por elo
El clasificado por elo fue el jugador con el elo promedio más alto para los 12 periodos de rating desde febrero de 2019 hasta enero de 2020, que no clasificó por otro método. Para ser elegible, un jugador debe haber jugado al menos 30 partidas durante los 12 períodos de clasificación y al menos 18 en los últimos 6 períodos de clasificación.
La siguiente tabla muestra los elos de los jugadores con promedios de elo más altos desde febrero de 2019 hasta enero de 2020.Incluye los primeros 11 jugadores, excepto el campeón del mundo Magnus Carlsen, Fabiano Caruana (el cual clasificó por perder el campeonato mundial de 2018), Ding Liren (el cual clasificó por ser un finalista de la Copa del Mundo de 2019), Aleksandr Grischuk e Yan Nepómniashchi (el ganador y finalista del Grand Prix de la FIDE de 2019). Todos los jugadores en la tabla cumplieron con los requisitos de partidas anteriormente mencionados.
El clasificado por elo fue Anish Giri.
| R  | Jugador                | Feb 2019 | Mar 2019 | Abr 2019 | May 2019 | Jun 2019 | Jul 2019 | Ago 2019 | Sep 2019 | Oct 2019 | Nov 2019 | Dic 2019 | Ene 2020 | Promedio de Elo |
| -- | ---------------------- | -------- | -------- | -------- | -------- | -------- | -------- | -------- | -------- | -------- | -------- | -------- | -------- | --------------- |
| 4  | Anish Giri             | 2797     | 2797     | 2797     | 2787     | 2779     | 2779     | 2779     | 2780     | 2780     | 2776     | 2769     | 2768     | 2782.33         |
| 5  | Maxime Vachier-Lagrave | 2780     | 2775     | 2773     | 2780     | 2779     | 2775     | 2778     | 2774     | 2774     | 2777     | 2780     | 2770     | 2776.25         |
| 6  | Shakhriyar Mamedyarov  | 2790     | 2790     | 2793     | 2781     | 2774     | 2765     | 2764     | 2767     | 2767     | 2772     | 2772     | 2770     | 2775.42         |
| 9  | Vishy Anand            | 2779     | 2779     | 2774     | 2774     | 2767     | 2764     | 2756     | 2765     | 2765     | 2757     | 2757     | 2758     | 2766.25         |
| 10 | Levon Aronian          | 2767     | 2761     | 2763     | 2762     | 2752     | 2756     | 2765     | 2758     | 2758     | 2772     | 2775     | 2773     | 2763.50         |
| 11 | Wesley So              | 2765     | 2762     | 2762     | 2754     | 2754     | 2763     | 2776     | 2767     | 2767     | 2760     | 2760     | 2765     | 2762.91         |

### Clasificación porinvitación
El organizador seleccionó a un invitado. Este jugador debe haber participado en al menos 2 de los 3 torneos clasificatorios (Copa del Mundo, Gran Suizo y Grand Prix) y también debe cumplir una de las siguientes condiciones: ser el mayor no clasificado en la Copa del Mundo y también en los 4 primeros de la Copa del Mundo; ser el mayor no clasificado en el Gran Suizo o en el Grand Prix; o haber estado entre los primeros 10 de los promedios de elo entre febrero de 2019 a enero de 2020.
Cuatro jugadores eran elegibles:Maxime Vachier-Lagrave (tercero en la Copa del Mundo, tercero en el Grand Prix, quinto en el promedio de elo); Kirill Alekseenko (mayor no clasificado en el Gran Suizo y también jugó la Copa del Mundo); Shakhriyar Mamedyarov (sexto en el promedio de elo, jugó la Copa del Mundo y el Grand Prix) y Levon Aronian (décimo en el promedio de elo, jugó la Copa del Mundo y el Grand Prix). Vishy Anand quedó noveno en el promedio de elo, pero solo jugó el Gran Suizo, y por lo tanto, no era elegible para la invitación.
El 11 de noviembre de 2019, Andrey Filatov, Presidente de la Federación Rusa de Ajedrez, anunció sus intenciones de usar la invitación para elegir a un jugador ruso, expresando "La decisión de realizar este evento en Rusia garantiza que tengamos a un jugador Ruso participando. Aun estamos considerando diferentes opciones para elegir a un invitado Ruso, pero probablemente sea una partida o un torneo con Kirill Alekseenko [...]."Al momento en que se realizaron estas declaraciones ningún jugador ruso se había clasificado al Candidatos; y Alekseenko, Grischuk y Nepomniachtchi tenían asegurada la elegibilidad para la invitación, aunque los 2 últimos también tenían chances de calificarse mediante el Grand Prix.
El 22 de diciembre de 2019, acabó el Grand Prix, resultando en la clasificación de Grischuk y Nepomniachtchi, significando que Alekseenko era el único jugador ruso elegible para la invitación.
El 23 de diciembre de 2019, la Federación Rusa de Ajedrez oficialmente nominó a Kirill Alekseenko para la invitación.
El mismo día, managers de Maxime Vachier-Lagrave expresaron su preocupación por las reglas actuales de la FIDE en una carta abierta a la Federación Rusa de Ajedrez, pidiendo organizar un match entre Vachier-Lagrave y Alekseenko para determinar quien obtendría la invitación,basándose en que Vachier-Lagrave era elegible para la invitación de 3 maneras distintas.sin embargo, Alekseenko fue confirmado como el invitado. posteriormente el propio Alekseenko pidió la abolición de la invitación en una entrevista.

## Organización
El torneo fue un round-robin doble de 8 jugadores, significando que habrían 14 rondas con cada jugador enfrentándose 2 veces: una con las piezas negras y otra con las piezas blancas. El ganador del torneo clasificara para jugar con Magnus Carlsen el Campeonato Mundial de Ajedrez a finales de 2021.

### Regulaciones
El control de tiempo era de 100 minutos para los primeros 40 movimientos, 50 minutos para los siguientes 20 movimientos y después 15 minutos para el resto de la partida; más un incremento de 30 segundos por movimiento empezando por el movimiento 1.
En caso de un empate, los desempates serían aplicados en el siguiente orden: 1)puntaje head-to-head entre los jugadores empatados, 2) número total de victorias, 3)Puntaje Sonneborn–Berger (SB), 4) partidas de ajedrez rápido como desempate (solo para el primer lugar). Si más de 2 jugadores quedan empatados en el primer lugar después de los primeros 3 métodos de desempate, los 2 jugadores que jugaran el desempate se elegirán mediante un sorteo.
Los premios monetarios eran: €48,000 para el primer lugar, €36,000 para el segundo lugar, €24,000 para el tercer lugar (los jugadores con el mismo número de puntos compartirán el premio, independientemente del desempate); más €7,000 por punto de cada jugador; dando un fondo total de €500,000 en premios.

## Cronograma
La FIDE anunció los pareos el 14 de febrero de 2020.el cronograma original establecía que la última ronda se realizaría el 3 de abril y la ceremonia de clausura el 4 de abril de 2020.
El cronograma revisado fue anunciado el 16 de febrero de 2021.
Todas las partidas empezarían a las 16:00 Hora local (11:00 UTC), excepto la Ronda 14, la cual iniciaría a las 15:00 hora local (10:00 UTC).
Los jugadores del mismo país deberán enfrentarse en las primeras rondas. Ding Liren y Wang Hao se enfrentaron en las rondas 1 y 8; mientras que Grischuk, Nepomniachtchi y Alekseenko se enfrentaron entre las rondas 1 a la 3 y 8 a la 10.
| Fecha               | Día       | Evento                                             |
| ------------------- | --------- | -------------------------------------------------- |
| 16 de marzo de 2020 | Lunes     | Ceremonia de apertura                              |
| 17 de marzo de 2020 | Martes    | Ronda 1                                            |
| 18 de marzo de 2020 | Miércoles | Ronda 2                                            |
| 19 de marzo de 2020 | Jueves    | Ronda 3                                            |
| 20 de marzo de 2020 | Viernes   | Día de descanso                                    |
| 21 de marzo de 2020 | Sábado    | Ronda 4                                            |
| 22 de marzo de 2020 | Domingo   | Ronda 5                                            |
| 23 de marzo de 2020 | Lunes     | Ronda 6                                            |
| 24 de marzo de 2020 | Martes    | Día de descanso                                    |
| 25 de marzo de 2020 | Miércoles | Ronda 7                                            |
| 19 de abril de 2021 | Lunes     | Ronda 8                                            |
| 20 de abril de 2021 | Martes    | Ronda 9                                            |
| 21 de abril de 2021 | Miércoles | Ronda 10                                           |
| 22 de abril de 2021 | Jueves    | Día de descanso                                    |
| 23 de abril de 2021 | Viernes   | Ronda 11                                           |
| 24 de abril de 2021 | Sábado    | Ronda 12                                           |
| 25 de abril de 2021 | Domingo   | Día de descanso                                    |
| 26 de abril de 2021 | Lunes     | Ronda 13                                           |
| 27 de abril de 2021 | Martes    | Ronda 14                                           |
| 28 de abril de 2021 | Miércoles | Desempates (si es necesario) Ceremonia de clausura |

## Impacto delcoronavirusen el torneo

### Ding Liren y Wang Hao
La pandemia de COVID-19, que confinó principalmente a China en enero y principios de febrero de 2020, afectó la participación de los jugadores chinos Wang Hao y Ding Liren. El 10 de febrero, ambos jugadores admitieron que cancelaron sus campos de entrenamiento y tuvieron que prepararse online con sus asistentes: Ding Liren estaban entrenando en su ciudad natal Wenzhou; mientras que Wang Hao estaba fuera de China, y planeaba regresar brevemente a su país antes del Candidatos.Wang Hao después decidió regresar a China del todo antes del torneo
El 19 de febrero, Rusia anunció una prohibición parcial a la entrada de ciudadanos chinos a su territorio debido al brote de coronavirus producido en China.la FIDE anunció que la delegación China estaba viajando mediante visas humanitarias y por lo tanto se les permitiría entrar a Rusia, pero se les recomendó que vinieran "con mucha antelación" antes del torneo.
El 2 de marzo, Ding Liren y su equipo cruzaron el control fronterizo Ruso en Moscú y fueron a una casa aislada de contagios a las afueras de Moscú, para realizar dos semanas de cuarentena y observación médica antes del inicio del torneo.

### Radjabov se retira, lo remplaza Vachier-Lagrave
El 6 de marzo, citando preocupaciones sobre la pandemia de COVID-19 y el manejo de gestión de riesgos relacionada por parte de la FIDE, Teimour Radjabov se retiró del torneo. Su lugar lo ocupó Maxime Vachier-Lagrave, ya que era el siguiente en el promedio de elo.
Radjabov había pedido a la FIDE que pospusiera el evento debido al brote de coronavirus.la FIDE respondió que no se podía realizar "legalmente y practicamente",y le dieron a Radjabov plazo hasta el 6 de marzo para confirmar su participación; Radjabov respondió retirándose formalmente.

### Nuevas regulaciones de la FIDE sobre condiciones de juego
El 7 de marzo, la FIDE anunció que el torneo solo sería pospuesto por órdenes de las autoridades Rusas,y reafirmaron esto el 14 de marzo: "No es la responsabilidad de la FIDE cancelar torneos validos para Elo FIDE en ninguna Federación determinada. Cada Federación debe de tomar sus propias decisiones ..."
La FIDE también anunció medidas de seguridad médica, incluyendo el control de temperatura corporal en los visitantes, y haciendo el apretón de manos opcional.
Si alguno de los jugadores se hace un test de COVID-19 y este resulta positivo, el torneo resultara suspendido inmediatamente y será reanudado más tarde en el año, con los puntos contados de las partidas ya jugadas.

### La FIDE suspende el torneo
Las primeras 7 rondas se realizaron conforme a lo previsto, entre el 17 al 25 de marzo, con la ronda 8 prevista para el 26 de marzo. Pero el 26 de marzo, el gobierno Ruso anunció la interrupción  del tráfico aéreo internacional, empezando esta medida a regir a partir del 27 de marzo. Esto incentivó a la FIDE a suspender el torneo el 26 de marzo, debido a que la FIDE no podía garantizar que los jugadores y oficiales pudieran regresar a sus países cuando termine el torneo. Bajo las condiciones del torneo, los puntos de las primeras 7 rondas se mantendrían.

### El estatus de Radjabov
Como consecuencia del aplazamiento, Radjabov pidió su reintegración al torneo, considerando tomar acciones legales si se negaban a reintegrarlo.En una entrevista realizada en mayo de 2020, el presidente de la FIDE Arkadi Dvorkóvich indicó que prefería invitar a Radjabov para el siguiente torneo de candidatos en 2022, sujeto a la aprobación del Consejo de la FIDE
En mayo de 2021, la FIDE confirmó la invitación a Radjabov al Torneo de Candidatos de 2022.

### Reanudación del torneo
La reanudación fue inicialmente anunciada por la FIDE el 8 de septiembre de 2020. El torneo se reanudaría en la misma ciudad de Ekaterinburgo, con la Ronda 8 empezando el 1 de noviembre de 2020. En caso de no poderse reanudar en Ekaterinburgo, se planeo reanudarlo en Tiflis, Georgia.
Sin embargo, el 16 de octubre de 2020, la FIDE pospuso la reanudación del torneo, hasta la primavera(del hemisferio norte) de 2021. Esto debido a las preocupaciones sobre el COVID-19, también se anunció que le campeonato mundial con Carlsen se realizaría entre noviembre y diciembre de 2021, por ende no sería necesario acabar en Candidatos en 2020.Dvorkóvich dijo que probablemente el torneo se reanudaría en Ekaterinburgo.
El 16 de febrero de 2021, la FIDE anunció que la segunda mitad del torneo sería jugada entre el 19 al 28 de abril de 2021, en Ekaterinburgo

## Resultados

### Clasificación
| Puesto | Jugador                | Puntos | H2H | Victorias | SB    | Clasificación                |
| ------ | ---------------------- | ------ | --- | --------- | ----- | ---------------------------- |
| 1      | Yan Nepómniashchi      | 8.5/14 | -   | 5         | 55    | Avanza al Campeonato Mundial |
| 2      | Maxime Vachier-Lagrave | 8.0/14 | -   | 4         | 53.75 |                              |
| 3      | Anish Giri             | 7.5/14 | 1.5 | 4         | 50.5  |                              |
| 4      | Fabiano Caruana        | 7.5/14 | 0.5 | 3         | 50.5  |                              |
| 5      | Ding Liren             | 7.0/14 | 1.5 | 4         | 48.75 |                              |
| 6      | Aleksandr Grischuk     | 7.0/14 | 0.5 | 2         | 50.5  |                              |
| 7      | Kirill Alekseenko      | 5.5/14 | -   | 2         | 38.5  |                              |
| 8      | Wang Hao               | 5.0/14 | -   | 1         | 34.5  |                              |

| Pos | Jugador                      | 1 (YN) | 1 (YN) | 2 (MVL) | 2 (MVL) | 3 (AG) | 3 (AG) | 4 (FC) | 4 (FC) | 5 (DL) | 5 (DL) | 6 (AG) | 6 (AG) | 7 (KA) | 7 (KA) | 8 (WH) | 8 (WH) | Puntos | Desempates | Desempates | Desempates |
| Pos | Jugador                      | 1 (YN) | 1 (YN) | 2 (MVL) | 2 (MVL) | 3 (AG) | 3 (AG) | 4 (FC) | 4 (FC) | 5 (DL) | 5 (DL) | 6 (AG) | 6 (AG) | 7 (KA) | 7 (KA) | 8 (WH) | 8 (WH) | Puntos | H2H        | PG         | SB         |
| --- | ---------------------------- | ------ | ------ | ------- | ------- | ------ | ------ | ------ | ------ | ------ | ------ | ------ | ------ | ------ | ------ | ------ | ------ | ------ | ---------- | ---------- | ---------- |
| 1   | Yan Nepómniashchi (RUS)      |        |        | ½       | 0       | ½      | 1      | ½      | ½      | 1      | 0      | ½      | ½      | 1      | ½      | 1      | 1      | 8½     | -          | 5          | 55,00      |
| 2   | Maxime Vachier-Lagrave (FRA) | 1      | ½      |         |         | ½      | ½      | ½      | 0      | 1      | ½      | ½      | 0      | 1      | ½      | 1      | ½      | 8      | -          | 4          | 53,75      |
| 3   | Anish Giri (PB)              | 0      | ½      | ½       | ½       |        |        | ½      | 1      | 1      | ½      | ½      | 0      | 0      | 1      | 1      | ½      | 7½     | 1½         | 4          | 50,50      |
| 4   | Fabiano Caruana (USA)        | ½      | ½      | 1       | ½       | 0      | ½      |        |        | ½      | 0      | ½      | ½      | 1      | ½      | ½      | 1      | 7½     | ½          | 3          | 50,50      |
| 5   | Ding Liren (CHN)             | 1      | 0      | ½       | 0       | ½      | 0      | 1      | ½      |        |        | 1      | ½      | ½      | 1      | 0      | ½      | 7      | 1½         | 4          | 48,75      |
| 6   | Aleksandr Grischuk (RUS)     | ½      | ½      | 1       | ½       | 1      | ½      | ½      | ½      | ½      | 0      |        |        | ½      | 0      | ½      | ½      | 7      | ½          | 2          | 50,50      |
| 7   | Kirill Alekseenko (RUS)      | ½      | 0      | ½       | 0       | 0      | 1      | ½      | 0      | 0      | ½      | 1      | ½      |        |        | ½      | ½      | 5½     | -          | 2          | 38,50      |
| 8   | Wang Hao (CHN)               | 0      | 0      | 0       | ½       | ½      | 0      | 0      | ½      | ½      | 1      | ½      | ½      | ½      | ½      |        |        | 5      | -          | 1          | 34,50      |

Fuentes: Sitio Web oficial, Chess.com
Reglas de clasificación: 1) puntos; 2) puntaje head-to-head entre jugadores empatados; 3) número total de partidas ganadas; 4) Puntuación Sonneborn–Berger(SB); 5) partidas de desempate.

### Descripción general
Nepomniachtchi empezó liderando con victorias en las Rondas 1, 5 y 6, pero fue igualado por Vachier-Lagrave, el cual lo derrotó en la Ronda 7. El torneo fue suspendido a la mitad, con cada jugador habiéndose enfrentado una vez. Vachier-Lagrave y Nepomniachtchi compartían el liderazgo con 4½/7, con Vachier-Lagrave ganando su juego individual dándole así el liderazgo provisional en el desempate. Un punto más abajo se encontraban Caruana, Giri, Grischuk y Wang Hao con 3½/7. Ding Liren, el cual era uno de los favoritos antes de empezar el torneo, empezó mal el torneo con dos derrotas consecutivas, y compartía el último lugar con Alekseenko con 2½/7.
Cuando el torneo se reanudó, Caruana sorpresivamente derrotó a Vachier-Lagrave en la Ronda 8,provocando que Nepomniachtchi recuperara el liderazgo en solitario por ½ punto, aunque posteriormente aumentaría la diferencia a 1 punto tras derrotar a Alekseenko en la Ronda 10. Giri se situó a ½ punto del liderazgo (pero con peor desempate que Nepomniachtchi) con victorias sobre Wang Hao y Ding Liren en las rondas 9 y 11. En la Ronda 12 Giri se enfrentó a Caruana el cual en ese momento se encontraba en el tercer lugar, en una partida la cual ambos necesitaban ganar;Giri ganó, pero Nepomniachtchi derrotó a Wang Hao y mantuvo su ½ punto de ventaja; dando un resultado de Nepomniachtchi 8, Giri 7½, y Vachier-Lagrave 6½
En la Ronda 13, tanto Giri (contra Grischuk) como Vachier-Lagrave (contra Nepomniachtchi) jugaron tratando de ganar con las piezas negras, pero ambos quedaron en posiciones inferiores. Cuando Nepomniachtchi se enteró de que Giri estaba perdiendo, le ofreció tablas a Vachier-Lagrave, el cual este último aceptó, esto dejó al marcador en Nepomniachtchi 8½, Giri 7½, Vachier-Lagrave y Caruana 7. Con un desempate en favor de Nepomniachtchi debido a su puntaje head-to-head con Giri, el cual era de 1½-½, Nepomniatchtchi ganó el torneo aun faltando una ronda para que este acabe.

### Resultados por ronda
El jugador que aparece en la columna de la izquierda de la tabla jugaba con las piezas blancas, el jugador que aparece en la columna de la derecha de la tabla jugaba con las piezas negras. 1-0 indica una victoria de las blancas, 0-1 indica una victoria de las negras, y ½-½ indica tablas. los números entre parentecisis muestran el puntaje de los jugadores antes de la ronda.
| Ronda 1 - 17 de marzo de 2020  | Ronda 1 - 17 de marzo de 2020 | Ronda 1 - 17 de marzo de 2020 |
| ------------------------------ | ----------------------------- | ----------------------------- |
| Maxime Vachier-Lagrave (0)     | Fabiano Caruana (0)           | ½-½                           |
| Ding Liren (0)                 | Wang Hao (0)                  | 0-1                           |
| Anish Giri (0)                 | Ian Nepomniachtchi (0)        | 0-1                           |
| Alexsandr Grischuk (0)         | Kirill Alekseenko (0)         | ½-½                           |
| Ronda 2 - 18 de marzo de 2020  |                               |                               |
| Fabiano Caruana (½)            | Kirill Alekseenko (½)         | 1-0                           |
| Ian Nepomniachtchi (1)         | Alexsandr Grischuk (½)        | ½-½                           |
| Wang Hao (1)                   | Anish Giri (0)                | ½-½                           |
| Maxime Vachier-Lagrave (½)     | Ding Liren (0)                | 1-0                           |
| Ronda 3 - 19 de marzo de 2020  |                               |                               |
| Ding Liren (0)                 | Fabiano Caruana (1½)          | 1-0                           |
| Anish Giri (½)                 | Maxime Vachier-Lagrave (1½)   | ½-½                           |
| Alexsandr Grischuk (1)         | Wang Hao (1½)                 | ½-½                           |
| Kirill Alekseenko (½)          | Ian Nepomniachtchi (1½)       | ½-½                           |
| Ronda 4 - 21 de marzo de 2020  |                               |                               |
| Fabiano Caruana (1½)           | Ian Nepomniachtchi (2)        | ½-½                           |
| Wang Hao (2)                   | Kirill Alekseenko (1)         | ½-½                           |
| Maxime Vachier-Lagrave (2)     | Aleksandr Grischuk (1½)       | ½-½                           |
| Ding Liren (1)                 | Anish Giri (1)                | ½-½                           |
| Ronda 5 - 22 de marzo de 2020  |                               |                               |
| Anish Giri (1½)                | Fabiano Caruana (2)           | ½-½                           |
| Aleksandr Grischuk (2)         | Ding Liren (1½)               | ½-½                           |
| Kirill Alekseenko (1½)         | Maxime Vachier-Lagrave (2½)   | ½-½                           |
| Ian Nepomniachtchi (2½)        | Wang Hao (2½)                 | 1-0                           |
| Ronda 6 - 23 de marzo de 2020  |                               |                               |
| Aleksandr Grischuk (2½)        | Fabiano Caruana (2½)          | ½-½                           |
| Kirill Alekseenko (2)          | Anish Giri (2)                | 0-1                           |
| Ian Nepomniachtchi (3½)        | Ding Liren (2)                | 1-0                           |
| Wang Hao (2½)                  | Maxime Vachier-Lagrave (3)    | ½-½                           |
| Ronda 7 - 25 de marzo de 2020  |                               |                               |
| Fabiano Caruana (3)            | Wang Hao (3)                  | ½-½                           |
| Maxime Vachier-Lagrave (3½)    | Ian Nepomniachtchi (4½)       | 1-0                           |
| Ding Liren (2)                 | Kirill Alekseenko (2)         | ½-½                           |
| Anish Giri (3)                 | Aleksandr Grischuk (3)        | ½-½                           |
| Ronda 8 - 19 de abril de 2021  |                               |                               |
| Fabiano Caruana (3½)           | Maxime Vachier-Lagrave (4½)   | 1-0                           |
| Wang Hao (3½)                  | Ding Liren (2½)               | ½-½                           |
| Ian Nepomniachtchi (4½)        | Anish Giri (3½)               | ½-½                           |
| Kirill Alekseenko (2½)         | Aleksandr Grischuk (3½)       | 1-0                           |
| Ronda 9 - 20 de abril de 2021  |                               |                               |
| Kirill Alekseenko (3½)         | Fabiano Caruana (4½)          | ½-½                           |
| Aleksandr Grischuk (3½)        | Ian Nepomniachtchi (5)        | ½-½                           |
| Anish Giri (4)                 | Wang Hao (4)                  | 1-0                           |
| Ding Liren (3)                 | Maxime Vachier-Lagrave (4½)   | ½-½                           |
| Ronda 10 - 21 de abril de 2021 |                               |                               |
| Fabiano Caruana (5)            | Ding Liren (3½)               | ½-½                           |
| Maxime Vachier-Lagrave (5)     | Anish Giri (5)                | ½-½                           |
| Wang Hao (4)                   | Aleksandr Grischuk (4)        | ½-½                           |
| Ian Nepomniachtchi (5½)        | Kirill Alekseenko (4)         | 1-0                           |
| Ronda 11 - 23 de abril de 2021 |                               |                               |
| Ian Nepomniachtchi (6½)        | Fabiano Caruana (5½)          | ½-½                           |
| Kirill Alekseenko (4)          | Wang Hao (4½)                 | ½-½                           |
| Aleksandr Grischuk (4½)        | Maxime Vachier-Lagrave (5½)   | 1-0                           |
| Anish Giri (5½)                | Ding Liren (4)                | 1-0                           |
| Ronda 12 - 24 de abril de 2021 |                               |                               |
| Fabiano Caruana (6)            | Anish Giri (6½)               | 0-1                           |
| Ding Liren (4)                 | Aleksandr Grischuk (5½)       | 1-0                           |
| Maxime Vachier-Lagrave (5½)    | Kirill Alekseenko (4½)        | 1-0                           |
| Wang Hao (5)                   | Ian Nepomniachtchi (7)        | 0-1                           |
| Ronda 13 - 26 de abril de 2021 |                               |                               |
| Wang Hao (5)                   | Fabiano Caruana (6)           | 0-1                           |
| Ian Nepomniachtchi (8)         | Maxime Vachier-Lagrave (6½)   | ½-½                           |
| Kirill Alekseenko (4½)         | Ding Liren (5)                | 0-1                           |
| Aleksandr Grischuk (5½)        | Anish Giri (7½)               | 1-0                           |
| Ronda 14 - 27 de abril de 2021 |                               |                               |
| Fabiano Caruana (7)            | Aleksandr Grischuk (6½)       | ½-½                           |
| Anish Giri (7½)                | Kirill Alekseenko (4½)        | 0-1                           |
| Ding Liren (6)                 | Ian Nepomniachtchi (8½)       | 1-0                           |
| Maxime Vachier-Lagrave (7)     | Wang Hao (5)                  | 1-0                           |

### Puntos por ronda
Para cada jugador, se muestra la diferencia entre victorias y derrotas después de cada ronda. Los jugadores con mayor diferencia para cada ronda están coloreados con fondo verde. Los jugadores sin más chances de ganar el torneo, en cada ronda, están coloreados con fondo rojo.
| Puesto Final | Jugador                      | Rondas | Rondas | Rondas | Rondas | Rondas | Rondas | Rondas | Rondas | Rondas | Rondas | Rondas | Rondas | Rondas | Rondas |
| Puesto Final | Jugador                      | 1      | 2      | 3      | 4      | 5      | 6      | 7      | 8      | 9      | 10     | 11     | 12     | 13     | 14     |
| ------------ | ---------------------------- | ------ | ------ | ------ | ------ | ------ | ------ | ------ | ------ | ------ | ------ | ------ | ------ | ------ | ------ |
| 1            | Yan Nepómniashchi (RUS)      | +1     | +1     | +1     | +1     | +2     | +3     | +2     | +2     | +2     | +3     | +3     | +4     | +4     | +3     |
| 2            | Maxime Vachier-Lagrave (FRA) | =      | +1     | +1     | +1     | +1     | +1     | +2     | +1     | +1     | +1     | =      | +1     | +1     | +2     |
| 3            | Anish Giri (PB)              | -1     | -1     | -1     | -1     | -1     | =      | =      | =      | +1     | +1     | +2     | +3     | +2     | +1     |
| 4            | Fabiano Caruana (USA)        | =      | +1     | =      | =      | =      | =      | =      | +1     | +1     | +1     | +1     | =      | +1     | +1     |
| 5            | Ding Liren (CHN)             | -1     | -2     | -1     | -1     | -1     | -2     | -2     | -2     | -2     | -2     | -3     | -2     | -1     | =      |
| 6            | Aleksandr Grischuk (RUS)     | =      | =      | =      | =      | =      | =      | =      | -1     | -1     | -1     | =      | -1     | =      | =      |
| 7            | Kirill Alekseenko (RUS)      | =      | -1     | -1     | -1     | -1     | -2     | -2     | -1     | -1     | -2     | -2     | -3     | -4     | -3     |
| 8            | Wang Hao (CHN)               | +1     | +1     | +1     | +1     | =      | =      | =      | =      | -1     | -1     | -1     | -2     | -3     | -4     |

## Libros
Gran Maestro Dorian Rogozenco (2021). Eight Good Men: The 2020-2021 Candidates Tournament. ISBN 978-5604-17707-5